# 'Splosion Man
'Splosion Man est un jeu d'action et de plates-formes développé par Twisted Pixel Games et sorti en exclusivité sur le Xbox Live Arcade le 22 juillet 2009. Son succès lui permettra de développer sa suite directe, Ms. Splosion Man, sorti le 13 juillet 2011.

## Système de jeu
Le protagoniste du jeu, 'Splosion Man, a été créé dans le laboratoire fictif Big Science. Le personnage est entièrement constitué de matière explosive. Le but du jeu est de s'enfuir du complexe en parcourant une série de niveaux comprenant divers puzzles, pièges et ennemis,,. Une explosion équivaut à un saut, et peut aussi servir à tuer les ennemis, démolir des murs, faire sauter des barils explosifs, etc,. Le personnage peut exploser jusqu'à trois fois de suite, après quoi il doit reprendre sa respiration pour régénérer son approvisionnement.
’Splosion Man inclut un mode histoire qui se compose de cinquante niveaux, parmi lesquels trois boss, ainsi qu'un mode coopératif jusqu'à quatre joueurs, qui propose cinquante niveaux exclusifs. En coopératif, chaque joueur se voit attribuer une couleur différente. Tous les joueurs partagent le même écran de jeu, sur lequel un effet de zoom avant ou arrière est effectué selon que les personnages sont plus ou moins proches les uns des autres. Il n'y a pas d'items à utiliser dans le jeu, mis à part un gâteau caché dans chaque niveau qui peut être consommé pour avoir des points supplémentaires ou des succès.

## Développement et commercialisation
La pré-production de ’Splosion Man commence au début de l'année 2008, ce qui coïncide avec la fin du développement de The Maw, le jeu précédent de Twisted Pixel Games. Le but est de garder l'équipe occupée sur un autre titre après que The Maw soit achevé. La production commence en décembre 2008, et le développement en janvier 2009. Le 1er avril 2009, Twisted Pixel publie un communiqué de presse annonçant la sortie future de ’Splosion Man sur le Xbox Live Arcade. Le lendemain, Twisted Pixel confirme que le jeu n'est pas un poisson d'avril, et qu'il sortira plus tard dans l'année. Le jeu est présent au salon Penny Arcade Expo de 2009 sur le stand de Twisted Pixel. 'Splosion Man sort sur le Xbox Live Arcade le 22 juillet 2009. C'est le premier des cinq titres parus dans le cadre du « Summer of Arcade (en) » de 2009 sur Xbox 360. Les développeurs ont calculé la durée du développement de sorte que le jeu puisse être inclus dans la sélection,.
Le principe de bade de ’Splosion Man vient d'une idée au hasard proposée par Sean Riley, un des développeurs, de faire un jeu sur « un type qui explose dans un monde entièrement en verre. » L'équipe s'en amuse dans premier temps, mais le concept évolue finalement en un jeu à part entière. En raison de sa simplicité, ’Splosion Man est commercialisé en téléchargement, plutôt que sur support physique. Les développeurs déclarent que quasiment n'importe quel jeu de plates-formes peut avoir eu une influence sur ’Splosion Man, mais ils citent quand même spécifiquement le jeu Earthworm Jim pour sens de l'humour, et le personnage de Sonic pour sa vitesse,. Les concept art sont dessinés par le concepteur artistique Jerome Crackershack, et utilisés ensuite par Dave Leung, qui deviendra plus tard le directeur artistique du jeu. Le réalisateur James Bear raconte que la composante du jeu n'était pas quelque chose de prépondérant dans la phase qui a précédé le développement, et que l'équipe « voulait juste faire un jeu super. » Le mode « Way of the Coward », qui permet au joueur de passer un niveau s'il meurt trop souvent, est ajouté pour permettre à tous d'essayer la totalité du jeu. Le protagoniste revêt un tutu rose lorsque ce mode est utilisé. ’Splosion Man est le premier jeu à offrir des récompenses pour avatars au joueur.
Twisted Pixel n'a pas l'intention de porter ’Splosion Man sur d'autres plates-formes, bien que la possibilité de créer des versions PlayStation Network et WiiWare n'ait pas été écartée. Aucun contenu téléchargeable n'a été publié pour le jeu, exception faite de deux niveaux bonus déblocables dans Comic Jumper: The Adventures of Captain Smiley (en).